# 花壇自動車大学校
花壇自動車大学校（かだんじどうしゃだいがっこう）は、宮城県仙台市青葉区にある専修学校
国土交通大臣指定自動車整備士養成校。
設置者は、学校法人 角川学園。非常勤講師には鈴木亜久里がいる。
2009年の夏に東京・お台場のお台場サーキットにて開催されたFNS27局対抗!三輪車12時間耐久レースでは仙台放送代表として参加。407周/183.150kmを走破して優勝した。

## 設置学科
- 自動車整備学科
- ボディークラフト科
- 一級整備専攻科

## 所在地
- 宮城県仙台市青葉区花壇8番1号